# 加爾特 (博布羅維齊亞區)
50°40′17″N 31°30′2″E / 50.67139°N 31.50056°E
加爾特（烏克蘭語：Гарт），是烏克蘭北部的村莊，隸屬切爾尼希夫州的尼任區。該村始建於1150年，面積0.5平方公里，海拔高度135米，2006年人口36，人口密度每平方公里72.73人。